# 27 février
Pour les articles homonymes, voir Vingt-Sept-Février.
27 janvier 27 mars
Chronologies thématiques
- Croisades
- Ferroviaires
- Sports
- Disney
- Anarchisme
- Catholicisme

Abréviations / Voir aussi
- (° 1852) = né en 1852
- († 1885) = mort en 1885
- a.s. = calendrier julien
- n.s. = calendrier grégorien
- Calendrier
- Calendrier perpétuel
- Liste de calendriers
- Naissances du jour

Le 27 février est le 58e jour de l'année du calendrier grégorien, il en reste ensuite 307 ou moins souvent 308.
C'était généralement le 9e jour du mois de ventôse dans le calendrier républicain / révolutionnaire français, officiellement dénommé jour du marsault (une variété de saule).

## Événements

### IVesiècle
- 380 : l'empereur romain Théodose Ier décrète l'édit de Thessalonique qui fait du christianisme nicéen la religion d'État de l'Empire romain, "païens", autres cultes chrétiens et philosophes sont dès lors persécutés.

### Vesiècle
- 425 : Théodose II fonde l'Université de Constantinople à la demande de l'impératrice, Aelia Eudocia.

### Xesiècle
- 907 : le Khagan khitan Yelü Abaoji s'empare du trône et fonde la dynastie Liao.

### XVIesiècle
- 1545 : bataille d'Ancrum Moor.

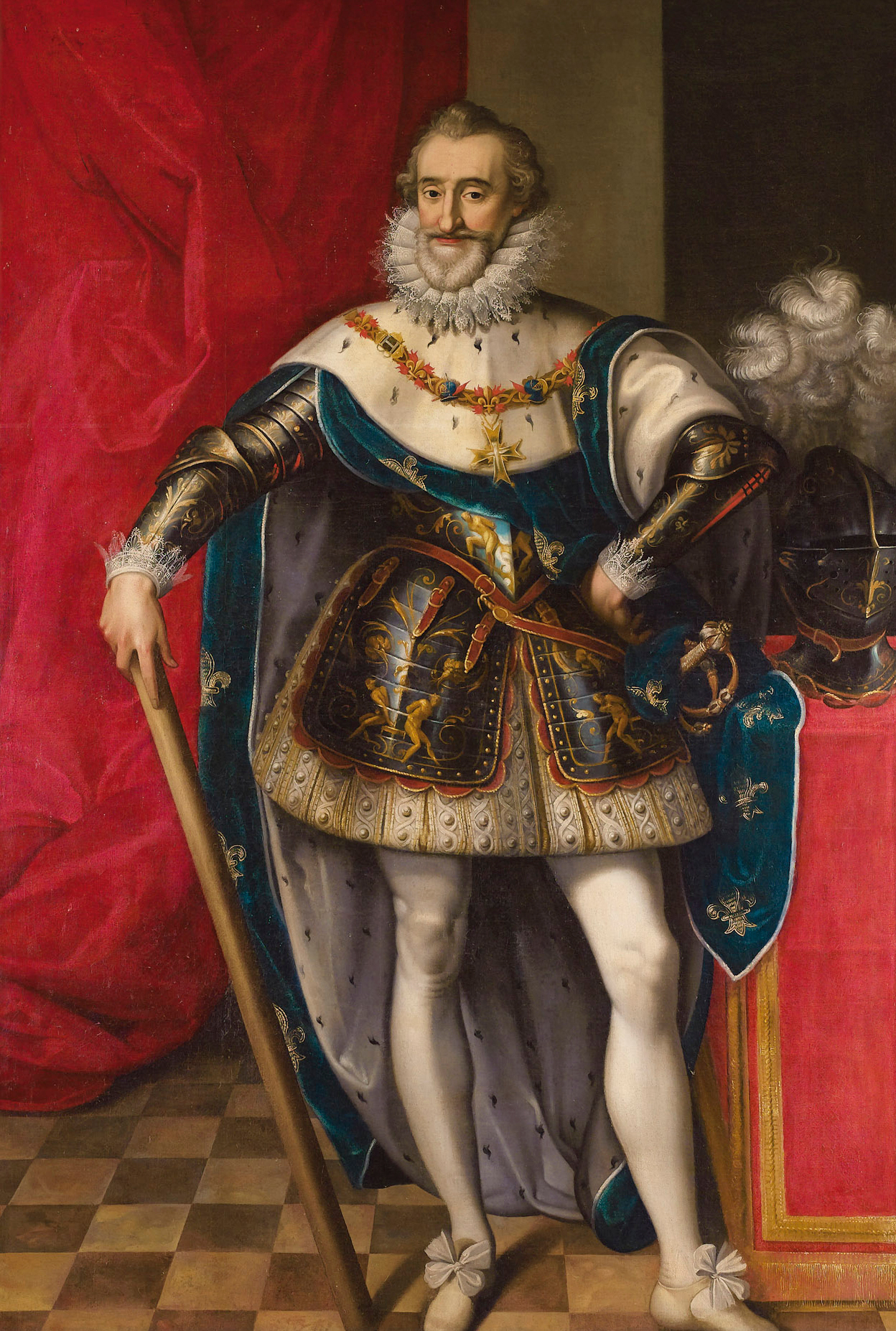
Henri IV de France

- 1560 : signature du traité de Berwick.
- 1594 : couronnement d'Henri IV de France.
- 1600 : traité de Paris, entre Charles-Emmanuel Ier de Savoie et Henri IV.

### XVIIesiècle
- 1617 : le traité de Stolbovo met fin à la guerre d'Ingrie.
- 1700 : William Dampier découvre l'île de Nouvelle-Bretagne.

### XVIIIesiècle

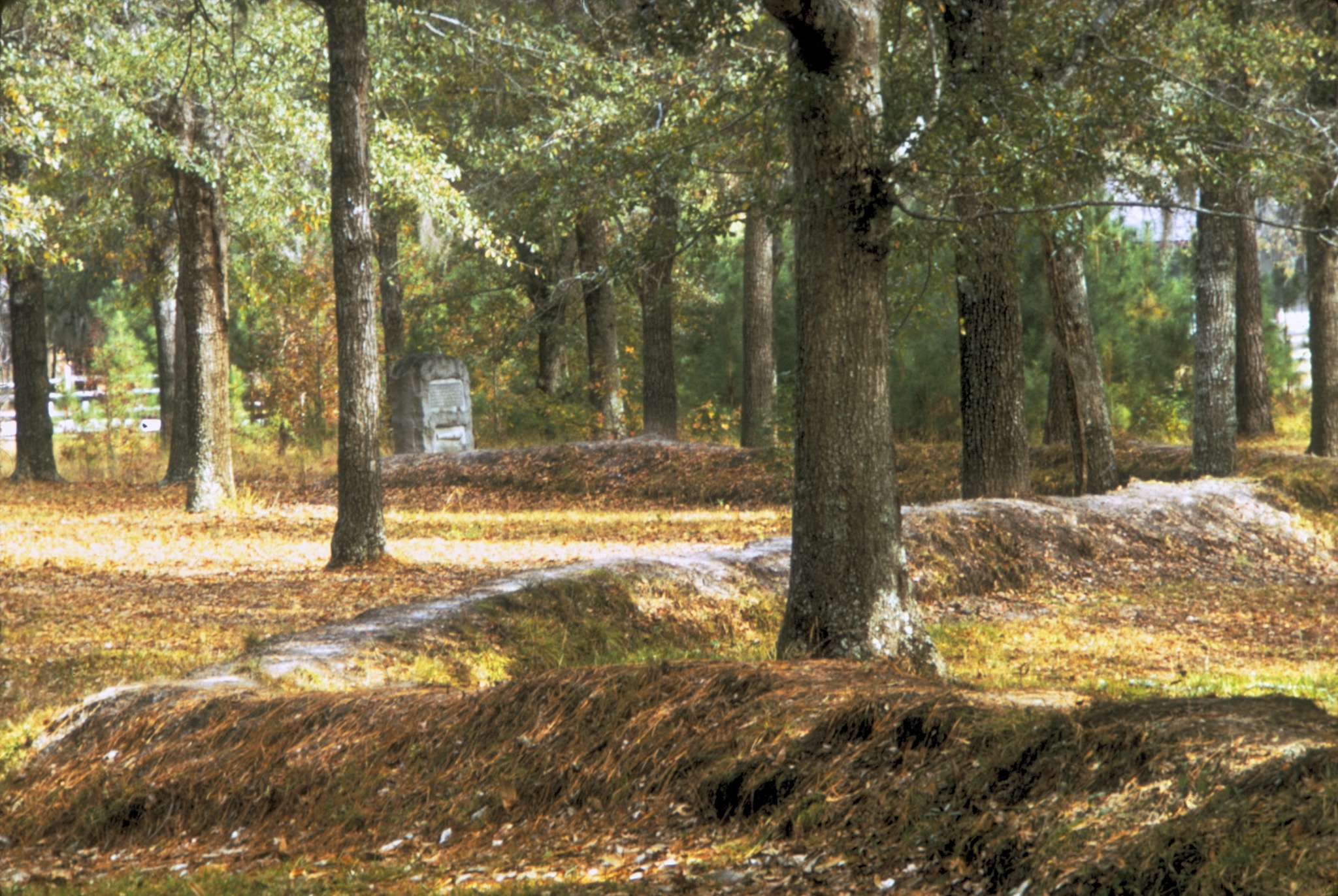
Le champ de bataille et le mémorial de la bataille de Moore's Creek Bridge

- 1767 : expulsion des jésuites d'Espagne.
- 1776 : victoire déterminante des Patriots à la bataille de Moore's Creek Bridge pendant la guerre d'indépendance américaine.
- 1794 : massacre de La Gaubretière, pendant la guerre de Vendée.
- 1796 : bataille de Froidfond, pendant la guerre de Vendée.

### XIXesiècle
- 1812 : Manuel Belgrano crée le drapeau de l'Argentine à Rosario.
- 1844 : indépendance de la République dominicaine.
- 1858 : promulgation de la loi de sûreté générale du Second Empire de Napoléon III.
- 1870 : adoption du drapeau du Japon pour les navires marchands.
- 1881 : victoire du Transvaal à la Bataille de Majuba pendant la première guerre des Boers.
- 1885 : l'Empire allemand crée la colonie de l'Afrique orientale allemande.
- 1900 : 
  - fondation du Parti travailliste britannique.
  - reddition de Piet Cronjé mettant fin à la bataille de Paardeberg pendant la seconde guerre des Boers.

### XXesiècle

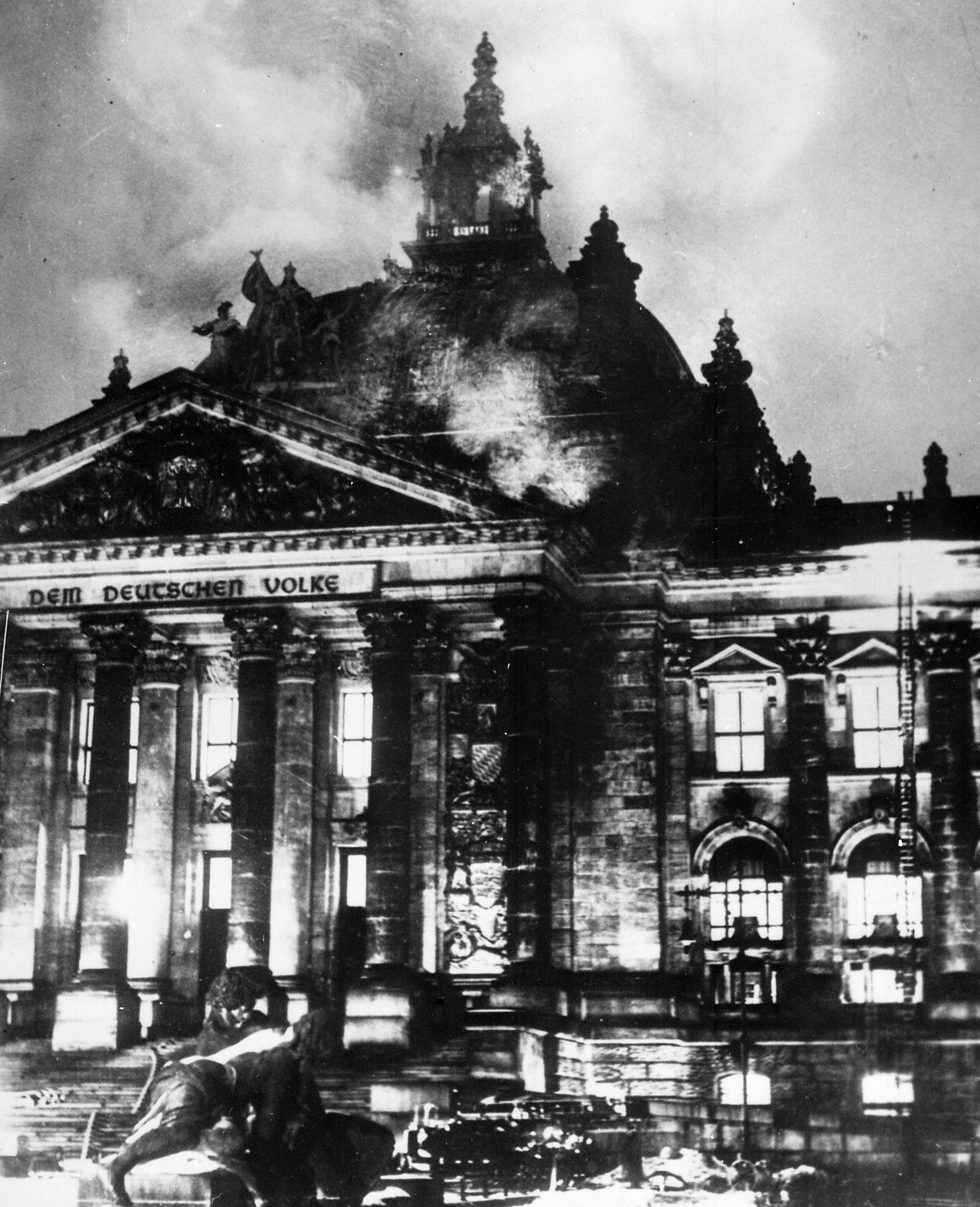
Le Reichstag en flammes

- 1902 : Breaker Morant et Peter Handcock sont exécutés pour crimes de guerre.
- 1913 : fin du procès de la « bande à Bonnot » en France.
- 1921 : mariage du diadoque Georges de Grèce et de la princesse Élisabeth de Roumanie à Bucarest.
- 1929 : la Turquie adhère au protocole Litvinov (en), signé par la Russie, l'Estonie, la Lettonie, la Pologne et la Roumanie, en vue d'une renonciation à la guerre.
- 1933 : incendie du Reichstag à Berlin.
- 1942 : victoire japonaise lors de la première bataille de la mer de Java pendant la guerre du Pacifique.
- 1943 : protestation des femmes allemandes sur la Rosenstraße de Berlin contre l'arrestation de leurs époux juifs.
- 1944 : massacre de Khaïbakh en Tchétchénie.
- 1947 : résolution no 19 du Conseil de sécurité des Nations unies relative aux incidents survenus dans le détroit de Corfou.
- 1953 : signature de l'Accord de Londres sur les dettes, relatif à l'allégement de dette de la RFA envers ses pays créanciers.
- 1957 : lancement de la « Campagne des cent fleurs » par Mao Zedong.
- 1962 : bombardement du palais de l'indépendance à Saïgon au Viêt Nam.
- 1973 : occupation de Wounded Knee par l’American Indian Movement.
- 1976 : déclaration d'indépendance de la République arabe sahraouie démocratique à Bir Lehlou.
- 1987 : la Commission Tower rend son rapport concernant l'affaire Iran-Contra.
- 1988 : pogrom de Soumgaït pendant la guerre du Haut-Karabagh.
- 1991 : libération de Koweït City et suspension des hostilités dans le golfe Persique.
- 1995 :  résolution 978 du Conseil de sécurité des Nations unies, adoptée par le Conseil de sécurité sur la situation concernant le Rwanda (détention des coupables d'actes entrant dans la compétence du Tribunal international pour le Rwanda).

### XXIesiècle
- 2002 : l'incendie d'un train en Inde déclenche plusieurs mois de violence au Gujarat.
- 2003 : Biljana Plavšić, l'ancienne présidente de l'entité serbe de Bosnie, est condamnée à onze ans de prison par le Tribunal pénal international pour l'ex-Yougoslavie pour crimes d'une « extrême gravité ».
- 2004 : le Conseil de sécurité des Nations unies vote la résolution 1528 qui autorise le déploiement de l'Opération des Nations unies en Côte d'Ivoire (ONUCI) pour une durée de douze mois.
- 2011 : tentative de coup d'État du 27 février 2011 en République démocratique du Congo.
- 2015 : assassinat de Boris Nemtsov.
- 2020 : la ville de Saraqeb est reprise par les rebelles syriens, trois semaines après sa conquête par l'armée arabe syrienne. Elle sera reprise quatre jours plus tard par cette dernière.
- 2022 : en Biélorussie, la réforme constitutionnelle approuvée par référendum[1].

## Arts, culture et religion

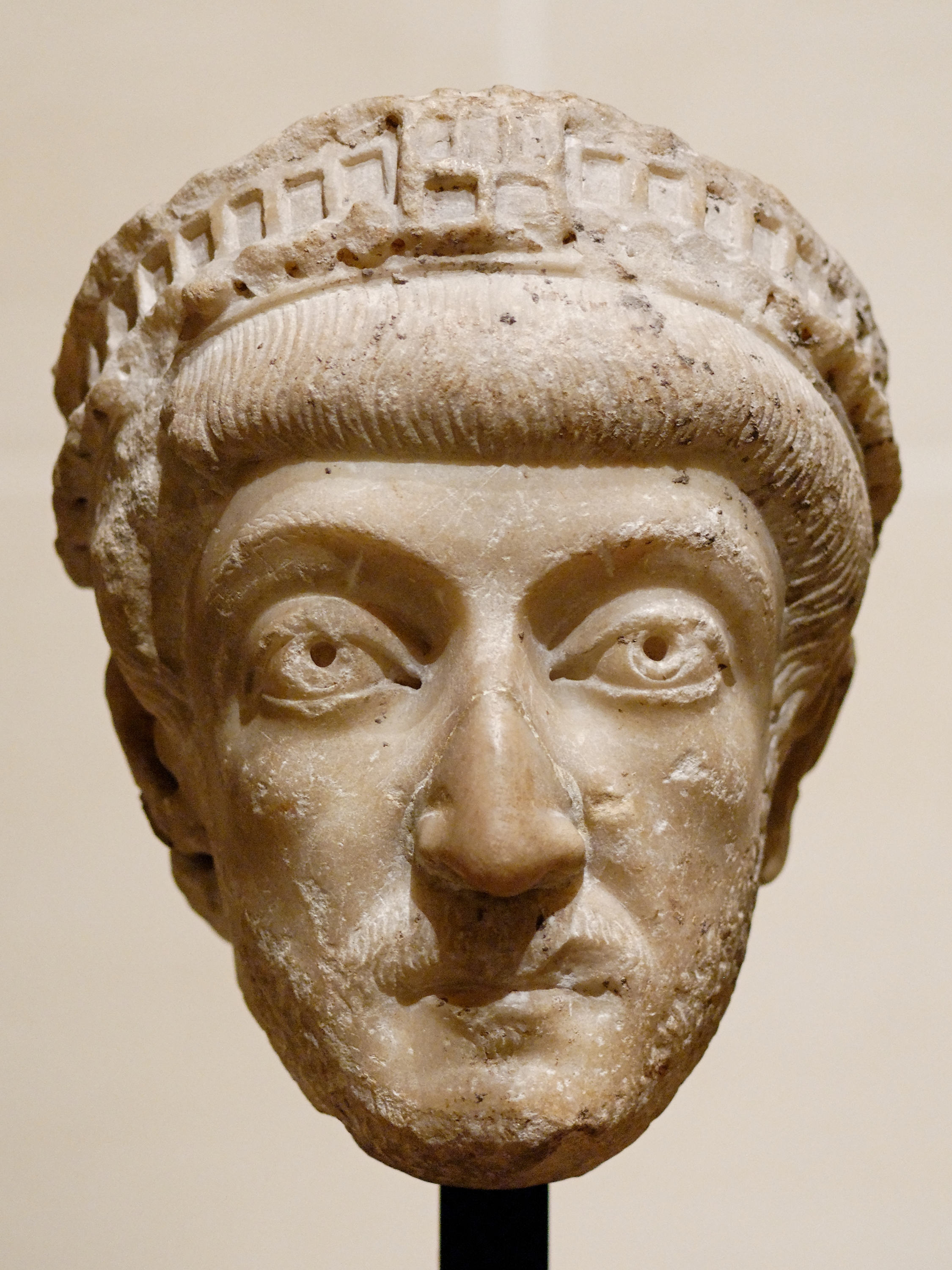
Sculpture de la tête de Théodose II

- 380 : l'édit de Thessalonique décrété par l'empereur romain Théodose Ier officialise le culte catholique orthodoxe et en fait l'unique religion licite de l'Empire romain.
- 425 : fondation de l'université de Constantinople par l'empereur Théodose II.
- 1647 : création en Suède de la première Société de commissaires-priseurs spécialisés dans l'art, la « Stockholms Auktionsverk ».
- 1982 : la 7e cérémonie des César - dite aussi Nuit des César -  récompensant les films sortis en 1981, se déroule à la salle Pleyel à Paris. Elle est présidée par Orson Welles. Georges Dancigers, Alexandre Mnouchkine et Andrzej Wajda reçoivent un César d'honneur. Le film La guerre du feu de Jean-Jacques Annaud, reconstitution préhistorique humaine adaptée d'un roman du Belge Rosny aîné reçoit le César du meilleur film[2].
- 1996 : sortie des premiers jeux de la franchise Pokémon.
- 2008 : sortie dans les salles françaises du film comique Bienvenue chez les ch'tis de Dany Boon, après des avant-premières prometteuses dans la région Nord-Pas-de-Calais le film va s'avérer comme un énorme succès public cinéma puis télévisé et via d'autres supports de rediffusion et un phénomène de société dans toute la francophonie voire au-delà (remakes envisagés dans d'autres langues voire dialectes que français et picard ch'ti)[2].
- 2009 : la 34e cérémonie des César, récompensant les films sortis en 2008, se déroule au théâtre du Châtelet, à Paris. Charlotte Gainsbourg en est la présidente, et le maître de cérémonie est Antoine de Caunes. Un César d'honneur est attribué à Dustin Hoffman.
- 2010 : la 35e cérémonie des César, récompensant les films sortis en 2009, se déroule au théâtre du Châtelet, à Paris. La présidente de l'édition est Marion Cotillard. Harrison Ford reçoit un César d'honneur.

## Sciences et techniques

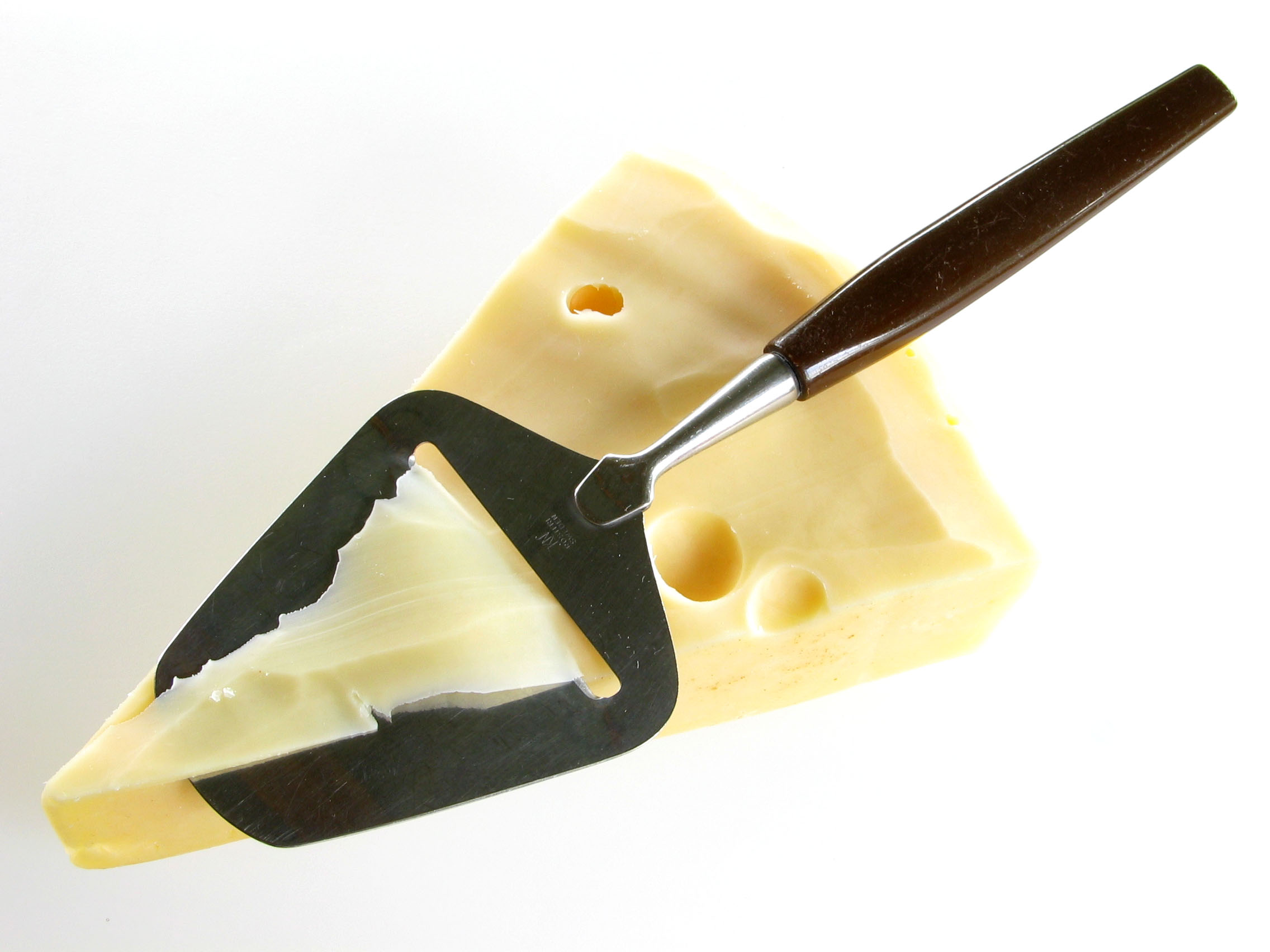
Un rabot à fromage

- 1925 : le Norvégien Thor Bjørklund dépose le brevet du rabot à fromage (ou éminceur à fromage ou pelle à fromage).
- 1940 : découverte du carbone 14.

## Économie et société
- 1900 : fondation du Bayern Munich (notamment en football) en Bavière et Allemagne.

## Naissances

### IIIesiècle
- 272 : Constantin Ier, empereur romain († 22 mai 337).

### XVesiècle
- 1500 : João de Castro, vice-roi des Indes portugaises († 6 juin 1548).

### XVIesiècle
- 1539 : François Ravlenghien, orientaliste et linguiste de la Renaissance († 20 juillet 1597).
- 1547 : Adolphe XIV de Schaumbourg, comte de Holstein († 2 juillet 1601).
- 1551 : Anastase Germonio, juriste, prélat de l'église catholique († 4 août 1627).
- 1554 : Giovanni Battista Paggi, peintre italien de l'école génoise († 10 mars 1627).
- 1567 : William Alabaster, poète, dramaturge et écrivain religieux anglais († 28 avril 1640).
- 1572 : François II de Lorraine, troisième fils du duc Charles III de Lorraine et de Claude de France († 14 octobre 1632).
- 1575 : Jean-Adolphe de Holstein-Gottorp, prince-archevêque de Brême († 31 mars 1616).

### XVIIesiècle
- 1606 : Laurent de La Hyre, peintre français († 28 décembre 1656).
- 1607 : Christian Keimann, poète et éducateur allemand († 13 janvier 1662).
- 1621 : Julien Mercier, pionnier de la Nouvelle-France († 18 octobre 1676).
- 1622 : 
  - Antoine de Courtin, diplomate et homme de lettres français († 5 septembre 1685).
  - Carel Fabritius, peintre néerlandais du siècle d’or († 12 octobre 1654).
- 1635 : Fadrique Álvarez de Toledo y Ponce de León, militaire et homme politique espagnol († 9 juin 1705).
- 1657 : Álvaro Cienfuegos, prêtre jésuite espagnol, théologien et diplomate († 19 août 1739).
- 1659 : William Sherard, botaniste britannique († 11 août 1728).
- 1667 : Louise-Caroline Radziwiłł, princesse du Saint-Empire († 25 mars 1695).
- 1670 : Antoine Joseph Pater, sculpteur français († 24 février 1747).
- 1683 : Anne Spencer, fille de John Churchill, 1er duc de Marlborough († 15 avril 1716).
- 1687 : Matteu d'Angelis, prélat catholique corse († décembre 1769).
- 1689 : Louis III de Mailly-Nesle, aristocrate français († 7 septembre 1767).
- 1691 : Edward Cave, éditeur britannique († 10 janvier 1754).

### XVIIIesiècle
- 1732 : Raymond de Boisgelin, prélat français († 22 août 1804).
- 1736 : René Madec, marin et aventurier français, nabab du Grand Mogol († 28 juin 1784).
- 1748 : Anders Sparrman, naturaliste suédois († 9 août 1820).
- 1763 : Eustache Charles d'Aoust, militaire français († 2 juillet 1794).
- 1767 : Jacques Charles Dupont de l'Eure, homme politique français († 2 mars 1855).
- 1772 : Charles-Joseph Christiani, militaire français († 6 avril 1840).
- 1799 : 
  - Edward Belcher, officier britannique de la Royal Navy et explorateur de l'Arctique († 18 mars 1877).
  - Frederick Catherwood, illustrateur et architecte britannique († 20 septembre 1854).

### XIXesiècle
- 1807 : Henry Longfellow, poète américain († 24 mars 1882).
- 1810 : Victor Papeleu, peintre belge de l'École de Barbizon († 4 mai 1881).
- 1813 : Gabriel-Vital Dubray, sculpteur français († 1er octobre 1892).
- 1814 : Charles Baugniet, peintre, lithographe et aquarelliste belge († 5 juillet 1886).
- 1816 :
  - Gustave Charles Ferdinand de Bonstetten, archéologue suisse († 9 mars 1892).
  - « Desperdicios » (Manuel Domínguez dit), matador espagnol († 6 avril 1886).
- 1818 : Pierre-Hildevert Lagarde, homme de lettres français († 23 décembre 1874).
- 1823 : William Buel Franklin, militaire américain († 8 mars 1903).
- 1825 :
  - Antoine Bigot, poète français († 7 janvier 1897).
  - Guillaume-Marie-Romain Sourrieu, prélat français († 16 juin 1899).
- 1826 : Léon Becker, peintre et naturaliste belge († 27 janvier 1909).
- 1841 : Mounet-Sully, acteur français (° 1er mars 1916).
- 1848 : Ellen Terry, actrice britannique († 21 juillet 1928).
- 1854 : Odilon Desmarais, homme politique canadien († 18 mai 1904).
- 1856 : Bertha Pappenheim, militante féministe allemande († 28 mai 1936).
- 1860 : Lucien Létinois, français célèbre pour sa relation avec Paul Verlaine († 7 avril 1883).
- 1861 : Charles de Suède, prince de Suède et de Norvège, fils du roi Oscar II de Suède († 24 octobre 1951).
- 1866 : Jules Benoit-Lévy, peintre français († 14 mars 1952).
- 1868 : Georges Brunet, anarchiste français († XXe).
- 1869 : Henry Chandler Cowles, botaniste et pionnier de l'écologie américain († 12 septembre 1939).
- 1874 : Pierre Le Roux, linguiste français († 3 septembre 1975).
- 1881 : Luitzen Egbertus Jan Brouwer, mathématicien danois († 2 décembre 1966).
- 1884 : Alexandre Arnoux, romancier et dramaturge français († 4 janvier 1973).
- 1890 : 
  - Walter Krüger, SS Obergruppenführer allemand († 22 mai 1945).
  - Vaslav Nijinski, danseur étoile († 8 avril 1950).
- 1891 : David Sarnoff, homme d’affaires américain, pionnier de la radio et de la télévision († 12 décembre 1971).
- 1892 : William Demarest, acteur américain († 28 décembre 1983).
- 1897 : 
  - Marian Anderson, chanteuse lyrique américaine († 8 avril 1993).
  - Bernard Lyot, astronome français, inventeur du coronographe († 2 avril 1952).
- 1898 : 
  - Mathilde Aussant, doyenne des français du 4 novembre 2010 à sa mort († 23 juillet 2011).
  - Maryse Bastié, aviatrice française († 6 juillet 1952).
- 1899 : Charles Herbert Best, médecin américano-canadien, codécouvreur de l’insuline († 31 mars 1978).

### XXesiècle
- 1901 : Ali Veliyev, écrivain azéri († 2 février 1963).
- 1902 :
  - Ethelda Bleibtrey, nageuse américaine († 6 mai 1978).
  - Lucio Costa, architecte et urbaniste brésilien († 13 juin 1998).
  - Gene Sarazen, golfeur américain († 13 mai 1999).
  - John Steinbeck, écrivain et scénariste américain, prix Nobel de littérature en 1962 († 20 décembre 1968).
- 1903 : Grethe Weiser, actrice allemande († 2 octobre 1970).
- 1904 :
  - Iouli Borisovich Khariton, physicien russe († 18 décembre 1996).
  - André Leducq, coureur français († 18 juin 1980).
  - Elisabeth Welch, chanteuse et actrice américaine († 15 juillet 2003).
- 1905 :
  - Lucien Dolquès, athlète français spécialiste du 5 000 mètres († 17 juillet 1977).
  - Jacques Mairesse, footballeur français († 15 juin 1940).
  - Franchot Tone, acteur américain († 18 septembre 1968).
- 1907 : Mildred Bailey, chanteur américain († 12 décembre 1951).
- 1908 :
  - Pierre Brunet, rameur français († 12 mai 1979).
  - Kazuo Hasegawa, acteur japonais († 6 avril 1984).
- 1909 : Boris Mokroussov, compositeur soviétique († 27 mars 1968).
- 1910 :
  - Joan Bennett, actrice américaine († 7 décembre 1990).
  - Robert Buron, homme politique français († 28 avril 1973).
  - Paul Daviaud, peintre français († avril 2001).
- 1911 : 
  - Momčilo Đokić, joueur, et entraîneur de football serbe († 21 avril 1983).
  - Fanny Edelman, femme politique argentinefemme politique argentine († 1er novembre 2011).
  - Paul René Gauguin, peintre, sculpteur et graveur norvégien († 14 février 1976).
  - Natalia Karp, pianiste de concert polonaise et une survivante de la Shoah († 9 juillet 2007).
  - Louis Gervais François Laubie, ingénieur maritime français († décembre 1943).
  - André Martin, général d'armée aérienne français († 21 mars 2001).
  - Colette Muret, journaliste et écrivaine suisse († 24 janvier 2009).
  - George O'Reilly, homme politique municipal et provincial canadien († 17 juin 1992).
  - Heinz Starke, homme politique allemand († 31 janvier 2001).
- 1912 :
  - Henri Bolelli, joueur français de tennis († 2 janvier 1984).
  - Lawrence Durrell, écrivain britannique († 7 novembre 1990).
- 1913 :
  - Paul Ricœur, philosophe français († 20 mai 2005).
  - Irwin Shaw, écrivain et homme de cinéma américain († 16 mai 1984).
- 1914 : Yvan Audouard, journaliste et écrivain français († 21 mars 2004).
- 1915 : Arthur Gilson, homme politique belge († 2 février 2004).
- 1916 : Yves Furet, acteur français († 27 avril 2009).
- 1917 : John Connally, homme politique américain († 15 juin 1993).
- 1920 : Jacques Charon, acteur français († 15 octobre 1975).
- 1923 : Dexter Gordon, musicien américain († 25 avril 1990).
- 1925 : Guy Amouretti, pongiste français, gloire du sport († juin 2011).
- 1926 : David Hunter Hubel, neurobiologiste américain, prix Nobel de physiologie ou médecine en 1981 († 22 septembre 2013).
- 1927 :
  - Lynn Cartwright, actrice américaine († 2 janvier 2004).
  - Guy Mitchell, chanteur américain († 1er juillet 1999).
- 1928 : René Gagnon, peintre canadien († 22 janvier 2022).
- 1929 : Djalma Santos, footballeur brésilien († 23 juillet 2013).
- 1930 :
  - Jamel Eddine Bencheikh, écrivain algérien († 8 août 2005).
  - Joanne Woodward (Joanne Gignilliat Trimmier Woodward dite), réalisatrice, actrice et productrice américaine, Madame veuve Paul Newman.
- 1932 : 
  - Claude Lorius (Joseph Edmond Claude Lorius), glaciologue français et franc-comtois bisontin, climatologue.
  - Elizabeth Taylor, actrice américaine († 23 mars 2011).
- 1933 : Raymond Berry, joueur américain de football américain.
- 1934 :
  - N. Scott Momaday, écrivain américain.
  - Ralph Nader, homme politique américain.
  - Van Williams, acteur américain († 29 novembre 2016).
- 1935 :
  - Mirella Freni, chanteuse lyrique, soprano italienne († 9 février 2020).
  - Pierre Pican, prélat français († 23 juillet 2018).
- 1936 : Roger Michael Mahony, prélat américain.
- 1937 : Barbara Babcock, actrice américaine.
- 1938 : Pascale Petit, actrice française.
- 1939 :
  - Perlita de Huelva, chanteuse de flamenco espagnole.
  - Peter Revson, pilote automobile américain († 22 mars 1974).
  - Franco Sbarro, designer automobile italien.
  - Kenzo Takada (高田 賢三, Takada Kenzō?), styliste franco-japonais, fondateur d'une marque de vêtements, d'accessoires et de parfums († 4 octobre 2020).
- 1940 :
  - Pierre Duchesne, haut fonctionnaire québécois, 18e lieutenant-gouverneur du Québec.
  - Bill Hunter, acteur australien († 21 mai 2011).
  - Antoine Pfeiffer, pasteur français († 19 février 2021).
  - Tim Wylton, acteur britannique.
- 1941 :
  - Paddy Ashdown, homme politique britannique († 22 décembre 2018).
  - Charlotte Stewart, actrice américaine.
  - Gabriel Zubeir Wako, prélat soudanais.
- 1942 :
  - Michel Forget, acteur québécois.
  - Didier Lombard, homme d'affaires français.
  - Klaus-Dieter Sieloff, footballeur allemand († 13 décembre 2011).
  - Blandine Verlet, claveciniste française († 30 décembre 2018).
- 1943 :
  - Carlos Alberto Gomes Parreira, entraîneur de football brésilien.
  - Klaus Köste, gymnaste est-allemand († 14 décembre 2012).
  - Morten Lauridsen, compositeur américain.
- 1944 : André Roy, homme de lettres canadien.
- 1945 : Carl Anderson, chanteur et acteur américain († 23 février 2004).
- 1947 :
  - Marie-Laure Augry, journaliste française.
  - Jacques Cachemire, basketteur français.
  - Gidon Kremer, violoniste letton.
- 1948 : Féodor Atkine, acteur français.
- 1951 :
  - Lee Atwater, stratège politique américain († 29 mars 1991).
  - Serge Bimpage, écrivain et journaliste suisse.
  - Helen McCarthy, femme de lettres britannique.
  - Walter da Silva, designer automobile italien.
- 1952 : Maureen McTeer, avocate et auteure canadienne.
- 1953 : 
  - Seretse Ian Khama, homme d'État botswanais.
  - Yolande Moreau, actrice et réalisatrice belge.
- 1954 :
  - Neal Schon, musicien américain, guitariste du groupe Journey.
  - Jean Teulère, cavalier international français de concours complet.
- 1955 : 
  - Claudio Descalzi, PDG d'ENI (Ente nazionale idrocarburi) depuis le 9 mai 2014.
  - Soli Pardo, homme politique suisse.
- 1956 : Jean-Paul Garraud, magistrat et homme politique français.
- 1957 :
  - Robert De Castella, athlète australien spécialiste du marathon.
  - Viktor Markin, athlète russe spécialiste du 400 m, double champion olympique.
  - Michèle Rollin, réalisatrice et critique cinématographique française.
  - Adrian Smith, musicien britannique, guitariste du groupe Iron Maiden.
- 1958 : 
  - Jean-Yves Raimbaud, dessinateur français, créateur d'Oggy et les Cafards, Les Petites Sorcières et Les Zinzins de l'espace († 28 juin 1998).
  - Leo Randolph, boxeur américain, champion olympique.
- 1959 : Johnny Van Zant, chanteur américain.
- 1960 :
  - Pär Arvidsson, nageur suédois, champion olympique.
  - Andrés Gómez, joueur équatorien de tennis.
  - Christian Robert-Tissot, artiste plasticien suisse.
  - Jeff Smith, auteur de comics américain.
- 1961 :
  - Terence Stansbury, basketteur américain.
  - Kirsten Wenzel, rameuse d'aviron est-allemande.
  - James Worthy, basketteur américain.
- 1962 :
  - Adam Baldwin, acteur américain.
  - Grant Show, acteur américain.
- 1963 :
  - Francesco Cancellotti, joueur italien de tennis.
  - Nikolai Golovatenko, coureur cycliste russe.
- 1964 : Thomas Lange, rameur est-allemand puis allemand, pratiquant l'aviron.
- 1965 :
  - Oliver Reck, footballeur allemand.
  - Maggie Siu, actrice hongkongaise.
- 1966 :
  - Donal Logue, acteur canadien.
  - Emmanuel Maury, haut fonctionnaire et écrivain français.
  - Pierre Pousse, joueur de hockey sur glace français.
  - Éric Wolfer, joueur de volley-ball français.
- 1967 : Patrick Stoof, acteur, metteur en scène et parolier néerlandais.
- 1968 : Matt Stairs, joueur de baseball américain.
- 1969 : JD Jackson, joueur puis entraîneur franco-canadien de basket-ball.
- 1970 : 
  - Jørn Lier Horst, écrivain norvégien.
  - Nicolas Paugam, auteur-compositeur-interprète français.
- 1971 :
  - Derren Brown, illusionniste britannique.
  - Chilli (Rozonda Thomas dite), chanteuse et actrice américaine du groupe TLC.
  - Thierry Duvaldestin, conducteur et entraîneur hippique français.
  - David Rikl, joueur de tennis tchèque.
- 1974 : Julie Andrieu, animatrice culinaire de radio et de télévision française.
- 1975 : Brandon Williams, joueur américain de basket-ball.
- 1976 : 
  - Lise Bellynck, actrice française.
  - Hanna Kosonen, sportive et femme politique finlandaise.
  - Yukari Tamura, chanteuse et seiyū japonaise.
- 1978 : Thomas Pesquet, astronaute français.
- 1979 : 
  - Sebastian Dey, chanteur allemand.
  - Alba Rohrwacher, actrice italienne.
  - Ding Meiyuan, haltérophile chinoise, championne olympique.
- 1980 :
  - Chelsea Clinton, américaine, fille de Bill Clinton.
  - Don Diablo (Don Schipper dit), DJ et producteur néerlandais.
  - Iván Hernández Soto, footballeur espagnol.
  - Bobby Valentino, chanteur américain.
- 1981 :
  - Pascal Feindouno, footballeur guinéen.
  - Josh Groban, chanteur américain.
  - Élodie Ouédraogo, athlète belge, spécialiste du sprint.
- 1982 : Amedy Coulibaly, terroriste français († 9 janvier 2015).
- 1984 :
  - James Augustine, basketteur américain.
  - Ali Mohamed al-Zinkawi, athlète du Koweït, spécialiste du lancer du marteau.
  - Anibal Sanchez, lanceur des ligues majeures de baseball.
  - Antony Silva, footballeur paraguayen.
  - Rhys Williams, athlète britannique spécialiste du 400 mètres haies.
- 1985 :
  - Pape-Philippe Amagou, basketteur français.
  - Asami Abe, chanteuse et actrice japonaise.
  - Braydon Coburn, joueur de hockey sur glace canadien.
- 1986 : Carlo van Dam, pilote automobile néerlandais.
- 1987 :
  - Romain Armand, footballeur français.
  - Cory Henry, pianiste et organiste américain de Gospel, Jazz et Funk.
  - Catherine Ward, hockeyeuse canadienne.
- 1990 :
  - Maryna Hancharova, gymnaste rythmique biélorusse.
  - Ksenia Sankovich, gymnaste rythmique biélorusse.
- 1992 : 
  - Léo Lacroix, footballeur suisse.
  - Jimmy Vicaut, athlète français spécialiste du 100 mètres.
- 1993 : Alphonse Areola, footballeur français.
- 1994 :
  - Jazeel Murphy, athlète jamaïcain, spécialiste du 100 mètres.
  - Yacoub Shaheen, chanteur palestinien.
  - Hou Yifan, joueuse d'échecs chinoise.
- 2003 :
  - Armandas Kučys, footballeur international lituanien.

## Décès

### XVIesiècle
- 1508 : Jacques Stuart, fils aîné de Jacques IV d'Écosse (° 21 février 1508).

### XVIIesiècle
- 1619 : Pietro Facchetti, peintre et graveur italien (° 1535/1539).
- 1641 : Pau Claris, homme politique catalan, président de la Généralité et fondateur de la république catalane (° 1er janvier 1586)
- 1655 : Francesco Molin, 99e doge de Venise (° 21 avril 1575).

### XVIIIesiècle
- 1720 : Samuel Parris, pasteur puritain de Salem (° 1653).
- 1735 : John Arbuthnot, médecin, mathématicien et écrivain écossais (° 29 avril 1667).
- 1759 : Jacob Theodor Klein, naturaliste allemand (° 15 août 1685).
- 1794 : Jean-Pierre du Teil, militaire français (° 14 juillet 1722).
- 1800 : Adélaïde, fille de France, fille de Louis XV (° 23 mars 1732).

### XIXesiècle
- 1814 : 
  - Jean-Pierre Béchaud, militaire français (° 17 février 1770).
  - Julien Louis Geoffroy, écrivain et critique dramatique et littéraire français (° 17 août 1743).
- 1842 : Jean-Baptiste Gabriel Merlin, militaire français (° 17 avril 1768).
- 1846 : Edward Dembowski, philosophe et militant socialiste polonais (° 31 mai 1822).
- 1851 : Henri de Latouche, journaliste, poète et écrivain français (° 2 février 1785).
- 1853 : Auguste Ier d'Oldenbourg, Grand-Duc d'Oldenbourg (° 13 juillet 1783).
- 1860 : 
  - Joseph Désiré Foucher, général français (° 17 avril 1786).
  - Antoine François Gelée, graveur, lithographe et illustrateur français (° 19 avril 1796).
- 1863 : Henry Hoʻolulu Pitman, militaire américain (° 18 mars 1845).
- 1884 : 
  - Eugène Janvier de La Motte, homme politique français (° 27 mars 1823).
  - Marie de Jésus Deluil-Martiny, sainte française (° 28 mai 1841).
- 1886 : 
  - Francisco Gómez Palacio y Bravo, homme politique mexicain (° 29 mai 1824).
  - Jean-Baptiste Lelièvre, homme politique français (° 14 mars 1819).
- 1887 : Alexandre Borodine, compositeur, chimiste et médecin russe (° 12 novembre 1833).
- 1890 : Édouard Charton, journaliste, directeur de publications, et homme politique français (° 11 mai 1807).
- 1892 : Louis Vuitton, malletier français (° 4 août 1821).
- 1897 : Alfred Dewèvre, botaniste belge, d'abord mycologue, puis collecteur de plantes (° 20 mars 1866).

### XXesiècle
- 1905 : George S. Boutwell, homme politique américain (° 28 janvier 1818).
- 1913: Jacques-François Abbadie, magistrat et écrivain français (° 24 novembre 1938).
- 1914 : 
  - Émile Brousse, homme politique français (° 25 septembre 1850).
  - Johannes Baptist Katschthaler, prélat autrichien (° 29 mai 1832).
- 1915 : Lionel des Rieux, poète français, mort pour la France (° 20 novembre 1870).
- 1917 : Théodore Aillaud, parolier français (° 12 novembre 1859).
- 1932 : Victor Hamm, pilote français, pionnier de l'aéropostale (° 12 mars 1894).
- 1936 : Ivan Petrovitch Pavlov, physiologiste et médecin russe, prix Nobel de physiologie ou médecine 1904 (° 26 septembre 1849).
- 1939 : Nadejda Kroupskaïa, révolutionnaire russe, veuve de Lénine (° 14 février 1869).
- 1943 : Jean Vincent de Jésus Marie, père carme espagnol (° 19 juillet 1862).
- 1945 : Isidore Odorico, mosaïste français (° 30 octobre 1893).
- 1947 : Pierre Janet, médecin et psychologue français (° 30 mai 1859).
- 1949 : Georges Trombert, escrimeur français (° 10 août 1874).
- 1951 : Hans Benda, amiral dans la Marine allemande pendant la Seconde Guerre mondiale (° 19 août 1877).
- 1953 : Paul Gondard, sculpteur français (° 7 septembre 1884).
- 1954 : 
  - Bobby Ball, pilote automobile d'IndyCar américain (° 26 août 1925) ;
  - Ange-Jean Guépin (Bordeaux, 16 octobre 1866 - Cannes, 27 février 1954, médecin français ;
- 1959 : 
  - Constantin Budeanu, ingénieur électricien roumain (° 28 février 1886).
  - Paul Chabanaud, zoologiste français (° 1876).
- 1961 : Platt Adams, athlète américain (° 23 mars 1885).
- 1963 : Rajendra Prasad, homme d'État indien (° 3 décembre 1884).
- 1965 : Gustave Alaux, peintre français (° 21 août 1887).
- 1969 : Marius Barbeau, anthropologue, ethnologue et folkloriste canadien (° 5 mars 1883).
- 1974 : Léonie Luiggi Jarnier, résistante, juste parmi les nations (° 11 août 1895).
- 1977 : John Dickson Carr, écrivain américain (° 30 novembre 1906).
- 1980 : George Tobias, acteur américain (° 14 juillet 1901).
- 1981 : Pierre Deley, aviateur français pionnier de l’Aéropostale (° 1er novembre 1893).
- 1985 : Michel Bommelaer, résistant français (21 octobre 1918).
- 1985 : Henry Cabot Lodge, Jr., homme politique américain (° 5 juillet 1902).
- 1986 : Jacques Plante, hockeyeur canadien (° 17 janvier 1929).
- 1987 : Joan Greenwood, actrice britannique (° 4 mars 1921).
- 1989 : Konrad Lorenz, biologiste et zoologiste autrichien, prix Nobel de physiologie ou médecine 1973 (° 7 novembre 1903).
- 1993 : Lillian Gish, actrice américaine (° 14 octobre 1893).
- 1996 : 
  - François Chaumette, acteur français (° 8 septembre 1923).
  - Robert Kühner, mycologue français (° 15 mars 1903).
  - Sarah Palfrey, joueuse de tennis américaine (° 18 septembre 1912).
  - Pat Smythe, cavalière britannique (° 22 novembre 1928).
- 1997 : Vic Gentils, sculpteur et plasticien belge (° 18 avril 1919).
- 1998 : 
  - George H. Hitchings, scientifique américain, prix Nobel de physiologie ou médecine 1988 (° 18 avril 1905).
  - Jack Micheline, peintre et poète américain (° 6 novembre 1929).
  - Alice Rivaz, écrivain suisse (° 14 août 1901).
  - J. T. Walsh, acteur américain (° 28 septembre 1943).
- 1999 : 
  - Maurice Perron, photographe canadien (° 6 juillet 1924).
  - Stéphane Sirkis, musicien français, guitariste du groupe Indochine (° 22 juin 1959).

### XXIesiècle
- 2002 : 
  - Georges Beaucourt, footballeur français (° 15 avril 1912).
  - Spike Milligan, humoriste, écrivain, musicien, poète, dramaturge et acteur irlandais (° 16 avril 1918).
- 2003 : 
  - Pierre Béique, administrateur québécois de l'Orchestre symphonique de Montréal (° 7 septembre 1910).
  - Wolfgang Larrazábal, 41e président du Venezuela († 5 mars 1911).
  - Fred Rogers, homme de cinéma et de télévision américain (° 20 mars 1928).
- 2005 : Philippe Malrieu, philosophe et psychologue français (° 19 mai 1912).
- 2006 :
  - Ferenc Bene, footballeur hongrois (° 17 décembre 1944).
  - Paul Nothomb romancier et philosophe belge (° 7 décembre 1913).
- 2007 : 
  - Jean Corlin, homme politique français (° 11 décembre 1917).
  - Bernd Freytag von Loringhoven, militaire allemand (° 6 février 1914).
- 2008 :
  - Hubert Gignoux, homme de théâtre français (° 13 février 1915).
  - Ivan Rebroff, chanteur allemand (° 31 juillet 1931).
- 2009 :
  - Alastair McCorquodale, athlète écossais (° 5 décembre 1925).
  - Manea Mănescu, homme politique roumain (° 9 août 1916).
  - Jean-Marie Poitras, homme politique canadien (° 5 septembre 1918).
  - Jos Wijninckx, homme politique belge (° 26 juin 1931).
- 2010 :
  - André Aubert, imitateur français (Don Patillo... ° 19 juillet 1923).
  - Madeleine Ferron, romancière canadienne (° 24 juillet 1922).
  - Vladislav Galkine, acteur russe (° 25 décembre 1971).
- 2011 :
  - Frank Buckles, dernier vétéran américain de la Première Guerre mondiale (° 1er février 1901).
  - Necmettin Erbakan, homme politique turc, fondateur de partis politiques islamiques (° 29 octobre 1926).
  - Maurice Guigue, arbitre de football français (° 4 août 1912).
  - Moacyr Scliar, écrivain brésilien (° 23 mars 1937).
  - Duke Snider dit The Duke of Flatbush, joueur de baseball américain (° 19 septembre 1926).
  - Pepín Martín Vázquez, matador espagnol (° 6 août 1927).
  - Gary Winick, producteur et réalisateur américain (° 31 mars 1961).
- 2012 : 
  - Chantal Jolis, animatrice de radio canadienne (° 29 avril 1947).
  - Armand Penverne, footballeur puis entraîneur international français (° 26 novembre 1926).
  - Guy Vaes, écrivain belge (° 27 janvier 1927).
- 2013 : 
  - Henri Caillavet homme politique français (° 13 février 1914).
  - Van Cliburn, pianiste américain (° 12 juillet 1934).
  - Stéphane Hessel, diplomate, ambassadeur, résistant, écrivain et militant politique français (° 20 octobre 1917).
- 2015 : 
  - Boris Nemtsov, homme politique russe (° 9 octobre 1959).
  - Leonard Nimoy, acteur, réalisateur, scénariste, photographe, producteur, et chanteur américain (° 26 mars 1931).
- 2017 : Pierre Pascau, animateur de radio canadien (° 10 mai 1938).
- 2018 : Jacqueline Vaudecrane, patineuse artistique puis entraîneuse française devenue centenaire (° 22 novembre 1913).
- 2021 : 
  - Serge Bec, poète français (° 27 août 1933).
  - Rachel Cathoud, comédienne suisse (° 15 mars 1946).
  - Dante Crippa, footballeur italien (° 10 juin 1937).
  - Linus Nirmal Gomes, prêtre jésuite  puis évêque indien (° 7 septembre 1921).
  - Patrick Hoguet, homme politique français (° 23 mai 1940).
  - Ng Man-tat, acteur hongkongais (° 2 janvier 1952).
  - Pascal Monkam, homme d'affaires camerounais (° 1929).
- 2022 : 
  - Veronica Carlson, actrice britannique (° 18 septembre 1944).
  - Sonny Ramadhin, joueur de cricket trinidadien (° 1er mai 1929).
  - Mariétta Yannákou, femme politique grecque (° 5 juin 1951).
  - Nick Zedd, cinéaste et auteur américain (° 8 mai 1958).

## Célébrations
- Journée mondiale des ONG[3].
- République dominicaine : fête nationale commémorant son émancipation vis-à-vis de Haïti en 1844.

### Religieuses
- Calendrier Badí‘ : deuxième jour de la période intercalaire Ayyám-i-Há (en) ou des jours de Há qui célèbrent la transcendance de Dieu et permettent en outre de se raccorder au calendrier grégorien.
- Fêtes religieuses romaines : equiria en l'honneur du dieu Mars.

### Saints des Églises chrétiennes

#### Saints catholiques et orthodoxes du jour
Saints catholiques et orthodoxes du jour :
- Ascelepios (Ve siècle) et saint Jacques, ascètes dans les déserts de Syrie.
- Besam († 250), soldat martyr à Alexandrie.
- Étienne l'Hospitalier († 614), ancien dignitaire de la cour de l'empereur byzantin Maurice, fondateur de l'Hospice du quartier d'Armanos à Constantinople.
- Galmier de Lyon († 650), serrurier et sous-diacre.
- Gélasin de Héliopolis († 297), comédien, martyr à Héliopolis.
- Grégoire de Narek († 1010), moine au monastère de Narek en Arménie.
- Herefrith de Louth (en) († 873), évêque de Louth.
- Honorine de Graville († 303), vierge et martyre.
- Julien et Eunus d'Alexandrie († 250), martyrs à Alexandrie.
- Marcuvard de Prüm († 855), abbé de l'abbaye de Prüm.
- Procope le Décapolite (it) († 741), moine à Constantinople.
- Thalalée (ru) († vers 460) ou Thallélaios, ermite près de Gabala en Syrie, vivait dans un tonneau près d'un temple païen.

#### Saints et bienheureux catholiques du jour
Saints et bienheureux catholiques du jour :
- Anne Line († 1601), Laïque anglaise martyre à Tyburn.
- Emmanuel de Crémone († 1198), bienheureux cistercien et 39e évêque de Crémone.
- Françoise Cirer Carbonell († 1855), bienheureuse religieuse espagnole, cofondatrice des Sœurs de la charité de saint Vincent de Paul de Majorque.
- Gabriel de l'Addolorata († 1862), prêtre italien passioniste.
- Guillaume Richardson († 1603), bienheureux prêtre anglais et martyr à Tyburn.
- Joseph Tous y Soler († 1871), bienheureux prêtre espagnol capucin, fondateur des capucines de la mère du Divin Pasteur.
- Luc de Messine (it) († 1140), Abbé italien fondateur du monastère du Saint-Sauveur de Messine.
- Mark Barkworth († 1601), bienheureux bénédictin anglais martyr à Tyburn.
- Marie de la Charité du Saint-Esprit († 1601), bienheureuse religieuse suisse fondatrice des franciscaines de Marie Immaculée.
- Marie de Jésus Deluil-Martiny († 1884), bienheureuse religieuse française fondatrice des filles du Cœur de Jésus.
- Roger Filcock († 1601), bienheureux prêtre martyr à Tyburn.
- Torquat de Braga († 716), évêque.

#### Saints orthodoxes du jour (aux dates parfois"juliennes"/ orientales)
Saints orthodoxes du jour :
- Tite des Grottes de Kiev (ru) († 1190), prêtre.

#### Saint anglican du jour
- George Herbert († 1633), martyr, prêtre anglican et poète.

### Prénoms du jour[Où?]
Bonne fête aux Honorine, Honor, Honoria et leur forme masculine Honorius (les Honoré étant plutôt célébrés les 16 mai).
Et aussi aux :
- Galmier et son féminin Galmière'
- Roger (voir 30 décembre),
- Sesilina.

## Traditions et superstitions

### Dictons
- « À la sainte Honorine, bourgeonne l’aubépine. »[6]
- « Gelée du jour sainte Honorine, rend toute la vallée chagrine. » (Vosges)[7]

### Astrologie
- Signe du zodiaque : 9e jour du signe astrologique des Poissons.